# Esbeck (Elze)
Esbeck ist ein südwestlicher Ortsteil der Stadt Elze in Niedersachsen. Durch den Ort führt die Landesstraße 482.

## Geschichte
Erste urkundliche Erwähnung fand Esbeck im Jahr 1012 als „Asbike“. Im Jahr 1601 wurde Justus Gesenius in Esbeck geboren. Der spätere Generalsuperintendent und Oberhofprediger in Hannover führte u. a. 1646 die allgemeine Schulpflicht ein.
Durch die Gebietsreform wurde Esbeck am 1. März 1974 einer von sieben Ortsteilen der Stadt Elze.

## Politik

### Stadtrat und Bürgermeister
Esbeck wird auf kommunaler Ebene vom Rat der Stadt Elze vertreten.

### Ortsvorsteher
Die Ortsvorsteherin von Esbeck ist Sofie Kloth (SPD).

### Wappen

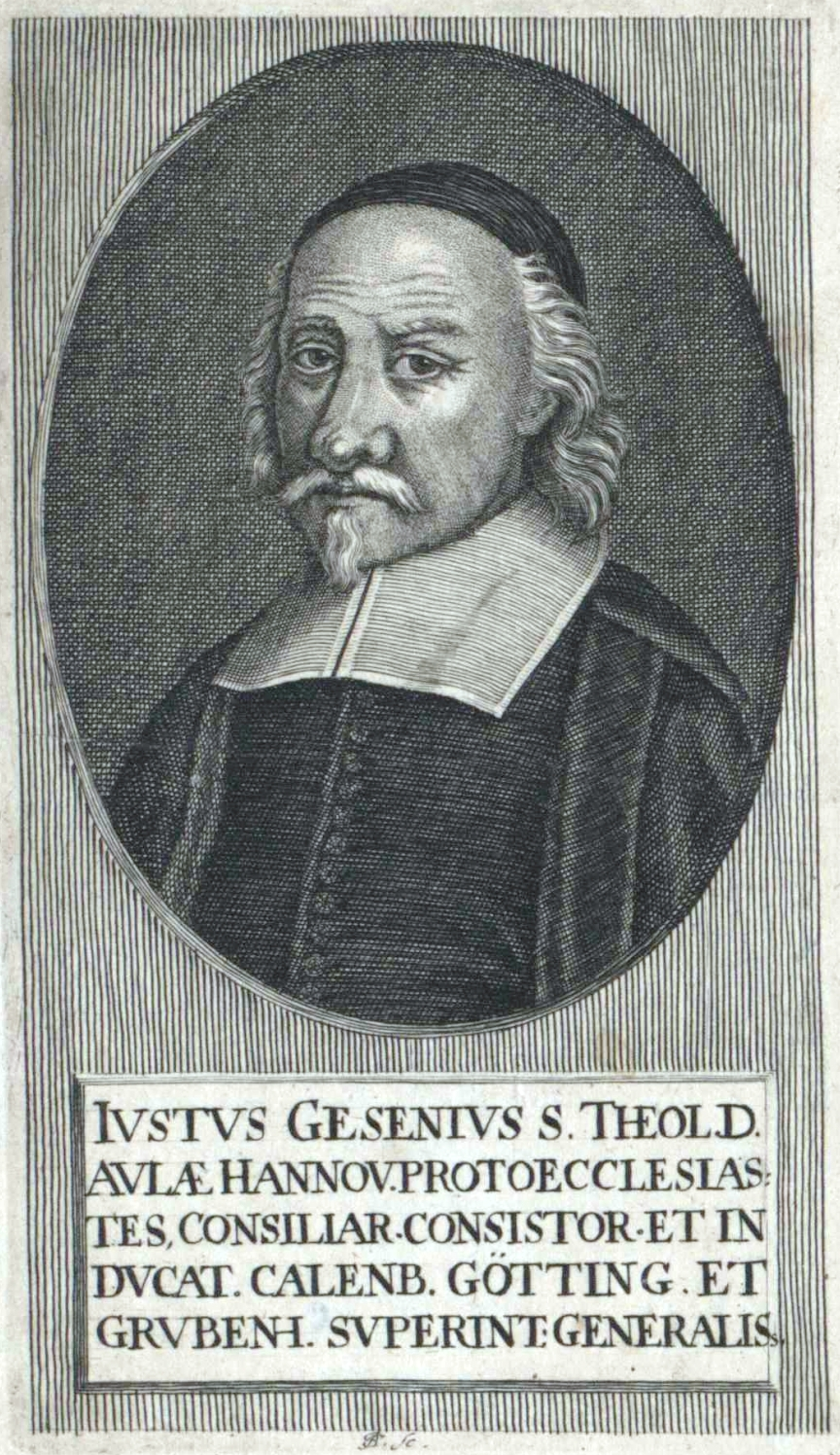
Justus Gesenius (1601–1673)

Der Gemeinde wurde das Ortswappen am 12. Mai 1938 durch den Oberpräsidenten der Provinz Hannover verliehen. Der Landrat aus Alfeld überreichte es am 23. Juni desselben Jahres.
| Wappen von Esbeck | Blasonierung: „In Rot fünf begrannte goldene Ähren, aus zwei silbernen, schräggekreuzten Totenknochen hervorwachsend.“ |
| Wappen von Esbeck | Wappenbegründung: Mit diesem Wappen übernimmt die Gemeinde Esbeck die Symbole ihres größten Sohnes, Justus Gesenius (1601–1673), des berühmten Generalsuperintendenten und hervorragenden Kanzelredners in Hannover, der sich auch als Verfasser eines Katechismus und mehrerer Kirchenlieder einen bedeutenden Namen machte. Sein Vater war Pfarrer in Esbeck. Die tiefe Sinngebung des Wappens: „die Fruchtbarkeit der korntragenden Erde überwindet die Vergänglichkeit!“ ist auch heute noch zeitgemäß. |

## Kultur und Sehenswürdigkeiten
Bauwerke
- Im Ortsmittelpunkt steht die St.-Gallus-Kirche

## Persönlichkeiten
Söhne und Töchter des Ortes
- Justus Gesenius (1601–1673), Theologe und Kirchenliederdichter
- Otto Haeseler (1853–1928), Physiker, Gymnasial- und Hochschullehrer

### Personen, die mit dem Ort in Verbindung stehen
- Johann Dietrich Christian Lauenstein (1776–1843), evangelischer Pastor, Superintendent und Schriftsteller